# USM Blida
Union Sportive Medinat Blida – algierski klub piłkarski z siedzibą w mieście Al-Bulajda. 

## Historia
Union Sportive Medinat Blida został założony w 16 czerwca 1932. W pierwszej lidze algierskiej USM Blida zadebiutował w 1963. Występował w niej do 1967. W latach 70. Blida występowała w pierwszej lidze w latach 1970-71 i 1972-1975. Następny pobyt klub w pierwszej lidze nastąpił w latach 1989-1990. W 1992 klub powrócił do pierwszej ligi i występował w niej przez kolejne cztery lata. W tym czasie zajął w niej trzecie miejsce w 1995 oraz dotarł do finału Pucharu Algierii w 1996. W 1997 Blida powróciła do algierskiej ekstraklasy. Największy sukces USM Blida odniosła w 2003, kiedy to klub zdobył wicemistrzostwo Algierii. W 2011 po czternastu latach pobytu w Ligue 1, klub spadł do drugiej ligi.

## Sukcesy
- Wicemistrzostwo Algierii (1): 2003.
- finał Pucharu Algierii (1): 1996.

## Reprezentanci kraju grający w klubie
- Mohammad Samadi
- Smaïl Diss
- Ali Meçabih
- Billal Zouani
- Kamel Kherkhache
- Rezki Amrouche
- Kamel Kaci-Saïd
- Tarek Ghoul
- Amadou Tidiane Tall
- Mamadou Tall
- Ezechiel Ndouassel